# ロッキード L-9 オライオン
ロッキード Model 9 オライオン（Lockheed Model 9 Orion）は、1931年に製作されたアメリカ合衆国の単発旅客機である。引き込み脚を装備した最初の旅客機で当時の軍用機より優速であった。ロッキードの航空機としては最後の木製機でもある。
1928年から1931年の間、ロッキードのチーフ・エンジニアを務めたのはジェラルド・ヴァルティーで、オライオンには、ロッキードの製作したそれまでの航空機の設計が踏襲されている。大部分の部品はアルテアに用いられたものから流用し、コクピットはヴェガのものが採用され、エンジンカウリングはエア・エクスプレスのNACAカウリングの設計が流用された。6座席の客室キャビンの旅客機であった。1931年5月6日に型式承認された.。
旅客機として市場に出されたが、スピードが速かったのでレース機として用いられた。1931年に開催された最初のベンディック・トロフィー・レースでは、9機の出場機のうち6機がロッキード製の航空機で2機のオライオンが出場した。1935年7月11日、女性パイロット、ローラ・インガルスが、カリフォルニアのフロイドベネット空港から、東海岸まで飛行して、大陸横断飛行の女性の速度記録を樹立した。2月後、インガルスは東から西方向の大陸横断飛行の記録も更新した。
1931年5月、テキサスのボーエン・エアラインズで運行が開始され、アメリカン・エアウェイズも数機を用いた。1934年に民間航空庁（Civil Aeronautics Authority）が主要航空路で単発旅客機の運行を認めない方針をとり、副操縦士が搭乗するレイアウトを必須としたことによってオライオンの旅客機としての需要は終了した。複雑な構造で修理はロッキードの工場に持ち込まねばならなかったので、事故を起こすとそのまま廃棄されるものも多かった。12機ほどの中古のオライオンが集められスペイン内戦のために送られた。
オライオンの中には翼の前縁にカメラを取り付け、ガラスのグリッドで操縦士が目標を標準するように撮影する撮影機に改造された機体や、1935年8月15日、有名なパイロット、ウィリー・ポストとウィル・ロジャースが世界一周飛行中にアラスカに墜落して死亡した機体などがある。
トータルで35機のオライオンが生産されたが、1940年代には1機を除いて残らなかった。残存機は1931年に製作されたアルテアが事故の後、1935年にオライオンに改造されたもので、「シェルライトニング」と命名され、ジミー・ドーリットルの乗機となったもので、その後1930年代の後半、航空機レースに参加した。その後所有者はかわったが、1960年代にスイス交通博物館に購入され、飛行可能にリビルドされ、スイス航空の塗装で展示されている。

## 要目 (Orion 9D)
- 乗員：1名
- 乗客：6名
- 全長：8.55 m
- 全幅：13.04 m
- 全高：2.90 m
- 空虚重量：1,651 kg
- 総重量：2,359 kg
- エンジン： 1 × Pratt & Whitney Wasp S1D1,550 hp
- 最高速度：354 km/h
- 航続距離：1,159 km
- 巡航高度：6,705 m